# Reiss Nelson
Reiss Nelson (Aylesbury Estate, 10 december 1999) is een Engels voetballer die doorgaans als vleugelspeler speelt. Hij stroomde in 2017 door vanuit de jeugd van Arsenal. In de zomer van 2021 is hij tot het einde van het seizoen 2021-2022 verhuurd aan Feyenoord.

## Clubcarrière

### Arsenal
Nelson werd op negenjarige leeftijd opgenomen in de jeugdopleiding van Arsenal. Hij maakte veel indruk en mocht regelmatig met een categorie hoger meespelen. Hij tekende op 10 december 2016 zijn eerste profcontract. Nelson speelde op 19 juli 2017 zijn eerste wedstrijd voor Arsenal in de International Champions Cup, tegen FC Bayern München. Hij maakte op 6 augustus 2017 zijn officiële debuut voor Arsenal, in een gewonnen duel om het Community Shield tegen Chelsea. Nelson viel na 87 minuten in voor Danny Welbeck.

### Verhuur aan 1899 Hoffenheim
Na zijn eerste jaar bij de selectie van het eerste elftal, verhuurde Arsenal Nelson in augustus 2018 voor een seizoen aan 1899 Hoffenheim. Hiervoor speelde hij 23 wedstrijden in de Bundesliga, doorgaans als invaller. Hij kwam daarin tot zeven doelpunten.

### Terugkeer bij Arsenal
Na zijn terugkomst in Londen kreeg hij meer speeltijd bij Arsenal. Hij maakte in de toernooien om de League Cup en FA Cup van het seizoen 2019/20 ook zijn eerste doelpunten voor de Engelse club. In het seizoen 2020/21 kwam hij echter weer een stuk minder aan spelen toe. Daarom werd hij het seizoen erop opnieuw verhuurd.

### Verhuur aan Feyenoord
In het seizoen 2021/22 werd hij voor een jaar verhuurd aan Feyenoord.

## Clubstatistieken
| Seizoen     | Club              | Competitie     | Competitie | Competitie | Competitie | Beker | Beker | Beker | Internationaal | Internationaal | Internationaal | Totaal | Totaal | Totaal |
| Seizoen     | Club              | Competitie     | Wed.       | Dlp.       | Ass.       | Wed.  | Dlp.  | Ass.  | Wed.           | Dlp.           | Ass.           | Wed.   | Dlp.   | Ass.   |
| ----------- | ----------------- | -------------- | ---------- | ---------- | ---------- | ----- | ----- | ----- | -------------- | -------------- | -------------- | ------ | ------ | ------ |
| 2017/18     | Arsenal           | Premier League | 3          | 0          | 0          | 5     | 0     | 0     | 8              | 0              | 0              | 16     | 0      | 0      |
| Club Totaal | Club Totaal       | Club Totaal    | 3          | 0          | 0          | 5     | 0     | 0     | 8              | 0              | 0              | 16     | 0      | 0      |
| 2018/19     | → 1899 Hoffenheim | Bundesliga     | 23         | 7          | 1          | 1     | 0     | 0     | 5              | 0              | 0              | 29     | 7      | 1      |
| Club Totaal | Club Totaal       | Club Totaal    | 23         | 7          | 1          | 1     | 0     | 0     | 5              | 0              | 0              | 29     | 7      | 1      |
| 2019/20     | Arsenal           | Premier League | 17         | 1          | 0          | 3     | 2     | 2     | 2              | 0              | 1              | 22     | 3      | 3      |
| 2020/21     | Arsenal           | Premier League | 2          | 0          | 0          | 3     | 0     | 0     | 4              | 1              | 1              | 9      | 1      | 1      |
| 2021/22     | Arsenal           | Premier League | 1          | 0          | 0          | 0     | 0     | 0     | —              | —              | —              | 1      | 0      | 0      |
| Club Totaal | Club Totaal       | Club Totaal    | 23         | 1          | 0          | 11    | 2     | 2     | 14             | 1              | 2              | 48     | 4      | 4      |
| 2021/22     | → Feyenoord       | Eredivisie     | 21         | 2          | 4          | 1     | 0     | 0     | 10             | 2              | 3              | 32     | 4      | 7      |
| Club Totaal | Club Totaal       | Club Totaal    | 21         | 2          | 4          | 1     | 0     | 0     | 10             | 2              | 3              | 32     | 4      | 7      |
| 2022/23     | Arsenal           | Premier League | 3          | 3          | 2          | 1     | 0     | 1     | 4              | 0              | 0              | 8      | 3      | 3      |
| Club Totaal | Club Totaal       | Club Totaal    | 26         | 4          | 2          | 12    | 2     | 3     | 18             | 1              | 2              | 56     | 7      | 7      |
| TOTAAL      | TOTAAL            | TOTAAL         | 70         | 13         | 7          | 14    | 2     | 3     | 33             | 3              | 5              | 117    | 18     | 15     |

Bijgewerkt op 31 mei 2022 

## Interlandcarrière
Nelson maakte deel uit van verschillende nationale jeugdselecties. Hij nam met Engeland –17 deel aan het EK –17 van 2016 en met Engeland –21 aan het EK –21 van 2019.

## Erelijst
| FA Community Shield | 1x | 2017 |